# Венке, Генрих
Генрих (Хайнрих) Венке (нем. Heinrich Wänke; 1928— 2015) — немецкий учёный австрийского происхождения: геохимик и космохимик.
Автор более 250 публикаций, которые принесли ему известность и широкое признание международного научного сообщества.

## Биография
Родился  5 сентября 1928 года в австрийском городе Линце. 
Окончил университет Вены, где защитил магистерскую диссертацию по ядерной физике. В 1953 году начал заниматься изучением состава метеоритного вещества во время стажировки в Англии, где в университете Дарема он познакомился с химиком Фридрихом Панетом. В этом же году Панет стал директором Химического института Макса Планка в Майнце, а Генрих Венке начал работать его ассистентом. В 1961 году в университете Майнца защитил докторскую диссертацию по экспериментальной физике и через два года получил должность научного сотрудника Химического института. Во время руководства институтом Фридрих Панет создал отдел космохимии, который занимался изучением метеоритов. С 1967 по 1996 годы отдел возглавлял Генрих Венке; одновременно он был профессором физики университета Майнца.
Немецкий учёный принимал участие в работах по программе Национального управления США по аэронавтике и исследованию космического про-
странства (НАСА) «Аполлон». После полетов космических кораблей в рамках проекта на Луну, НАСА неоднократно передавало Венке пробы лунного грунта и назначило его главным исследователем этих образцов. Также Генрих Венке исполнял главную роль в разработке и выполнении Европейской программы исследования планет Европейского космического агентства, был руководителем рабочих групп по исследованию Солнечной системы и изучению Марса. Много лет длилось научное сотрудничество Венке с российскими учеными по проектам изучения Луны и Марса. 1 января 1999 года Генрих Венке был избран иностранным членом Российской академии наук по Отделению геологии, геофизики, геохимии и горных наук (геохимия, космохимия).
В 2005 году отдел космохимии Химического института Макса Планка был закрыт, учёный вышел на пенсию.
Умер 21 ноября 2015 года.

## Заслуги
- Генрих Венке является почетным членом Общества научных исследований им. Макса Планка, почетный профессор университета Майнца.
- В 1991 году Австрийское минералогическое общество удостоило его медали Фридриха Бекке. Он также был удостоен Австрийского знака почета для деятелей науки и культуры. Удостоен награды Немецкого минералогического общества – серебряной медали Абрахама Готлоба Вернера (1999).
- Был членом Европейской академии и Международной академии астронавтики. Европейское космическое агентство наградило в 2004 году Венке и его коллег специальным призом за исследования Марса. Европейский союз наук о Земле в 2005 году избрал Г. Венке почетным членом и наградил медалью Жана Доминика Кассини (за выдающийся вклад в изучение планет Солнечной системы и ведущую роль в развитии геохимии и космохимии в Европе). В 1999 году Европейское геофизическое общество, президентом которого он был в 1996–1998 годах, наградило учёного медалью Ранкорна-Флоренского (за пионерские работы в становлении планетарной науки и авторский вклад в планетарную геохимию и исследования планеты Марс, а также за большой вклад в научное сотрудничество ученых Запада и Востока).
- В 1980 году был удостоен медали Леонарда от Метеоритного общества, членом которого состоял с 1976 года.